# Josaphat Lebulu
Josaphat Louis Lebulu (ur. 13 czerwca 1942 w Kisangara) – tanzański duchowny katolicki, arcybiskup Arushy w latach 1999-2017.

## Życiorys
Święcenia kapłańskie przyjął 11 grudnia 1968 roku. 

## Episkopat
12 lutego 1979 roku został mianowany biskupem diecezji Same. Sakry biskupiej udzielił mu 24 maja 1979 roku Laurean Rugambwa - ówczesny arcybiskup archidiecezji Dar-es-Salaam. W dniu 21 kwietnia 1997 roku został mianowany biskupem diecezji Nakuru. W dniu 28 lutego 1998 roku został mianowany biskupem diecezji Arusha. W dniu 16 marca 1999 roku podniesiony do godności arcybiskupa metropolity Arusha.
27 grudnia 2017 przeszedł na emeryturę.